# Jurij Szergejevics Tyukalov
Jurij Szergejevics Tyukalov, oroszul: Юрий Сергеевич Тюкалов  (Leningrád, 1930. július 4. – Szentpétervár, 2018. február 19.) kétszeres olimpiai bajnok szovjet-orosz evezős.

## Pályafutása
Az 1952-es helsinki olimpián egypárevezősben, az 1956-os melbourne-i olimpián kétpárevezősben lett olimpia bajnok. Az 1960-as római olimpián kétpárevezősben ezüstérmet szerzett. 1954 és 1962 között egy világbajnoki ezüst- és hat Európa-bajnoki arany- és egy ezüstérmet nyert.

## Sikerei, díjai
- Olimpiai játékok
  - aranyérmes (2): 1952, Helsinki (egypárevezős), 1956, Melbourne (kétpárevezős)
  - ezüstérmes: 1960, Róma (kétpárevezős)
- Világbajnokság
  - bronzérmes: 1962 (kormányos négyes)
- Európa-bajnokság
  - aranyérmes: (6): 1954 (kormányos négyes), 1956, 1957, 1958, 1959, 1961 (kétpárevezős)
  - ezüstérmes: 1955 (egypárevezős)